# Beyazıt-Turm
Der Beyazıt-Turm (türkisch Beyazıt kulesi oder auch Serasker kulesi) steht im Istanbuler Stadtteil Fatih, im Viertel Eminönü, am Beyazıt-Platz in unmittelbarer Nähe zur Universität Istanbul. Der Beyazıt-Turm dient seit dem ersten Bau 1749 als Brandwache sowie als Sendeturm für den Seeverkehr auf dem Goldenen Horn.

## Geschichte
Der erste Brandwachtturm in Beyazıt wurde 1749 aus Holz erbaut. Während des großen Brandes von Çibali 1756 brannte er ab und wurde durch einen anderen Turm an gleicher Stelle ersetzt. Der wurde bei den auf die Umwälzungen Sultan Mahmuds II. folgenden Unruhen im Jahre 1826 zerstört. Im selben Jahr wurde ein weiterer Turm aus Holz errichtet. Entworfen und gebaut wurde dieser Turm von dem Architekten Krikor Amira Balyan und kurz darauf von den Janitscharen in Brand gesetzt.
1828 wurde der heutige, 85 Meter hohe Beyazıt-Turm errichtet. Er wurde von Senekerim Amira Balyan im osmanischen Stil aus Stein erbaut und nach dem Sultan Bayezid II. benannt. Der steinerne Turm hat im obersten Geschoss einen Raum mit einer Fläche von rund 50 Quadratmetern und mit 13 Bogenfenstern. Dieser Raum ist durch eine hölzerne Wendeltreppe mit 256 Stufen zugänglich. Der Beyazıt-Turm wurde durch das Erdbeben von 1889 teilweise beschädigt und in der Folge restauriert.